# کلرمون-فران
کلرمون فران (به فرانسوی: Clermont Ferrand) شهری در مرکز فرانسه است. این شهر مرکز ناحیه اوورنی است و ۱۴۰٬۷۰۰ نفر (۲۰۰۶) جمعیت دارد. این شهر همچنین مرکز بخش پوی ددوم می‌باشد.
جشنواره فیلم کلرمون فران یکی از معتبرترین جشنواره‌های فیلم کوتاه در جهان است که هر ساله در این شهر برگزار می‌شود.
محل استقرار شرکت تایرسازی میشلن در این شهر قرار دارد.